# Insight on the News
Insight on the News (также называемый просто Insight) — американский консервативный печатный и онлайн-журнал новостей. Он принадлежал News World Communications, международному конгломерату средств массовой информации «Движения объединения» (владеющему Вашингтон Таймс и ЮПИ, и газетами в Японии, Южной Корее, Африке и Южной Америке).

## История
В 1991 году Insight стало одним из первых изданий, применявших слово исламофобия. 
В 1997 году Insight сообщило, что администрация президента Билла Клинтона раздавала политическим донорам право быть похороненным на Арлингтонском национальном кладбище. Это обвинение позже будет часто повторяться на ток-шоу в прямом эфире с ответами на вопросы слушателей и других консервативных выпусках; но отрицаться армией Соединенных Штатов, которые ответственны за Арлингтонское кладбище. Журналистские расследования коснулись захоронения в Арлингтоне Ларри Лоуренса, бывшего посла США в Швейцарии, что привело к следствию в Конгрессе. Члены конгресса от Республиканской партии искали военные документы и не обнаружили никаких доказательств того, что Лоуренс служил когда-либо в торговом флоте. В результате тело Лоуренса было эксгумировано в 1997 году за счет налогоплательщиков и было перезахоронено в Калифорнии. Ричард Холбрук, помощник государственного секретаря участвовал в деле по получению права для Лоуренса быть похороненным в Арлингтоне, который написал хвалебное письмо в Белый дом, говоря что он заслужил быть похороненным на национальном кладбище.
В 1998 году CNN сообщило, что Insight произвело «фурор», когда Пола Джонс, подавшая иск о сексуальных домогательствах против президента Клинтона, стала гостем журнала на ежегодном званом ужине Ассоциации корреспондентов Белого дома, где выступал Клинтон. 

В 1999 году Insight критиковало Проект Мегиддо, отчёт ФБР о возможном терроризме со стороны правых, предсказываемом на 2000 год. 

В этом же году журнал опубликовал список университетов, которые, на их взгляд, являлись 15 лучшими университетами в Соединенных Штатах; в список вошли три государственных университета, два евангелических христианских университета, три пресвитерианских университета, три римско-католических и четыре светских частных университета.
В 2001 году Insight опубликовало статью о Инциденте с южнокорейским Боингом 1983 года, утверждая, что, каксоветские, так и американские правительства, скрыли информацию об инциденте.  
 
В том же году он опубликовал статью Дэна Смита, в которой говорилось, что иммиграция и этническая разношерстность населения страны помогли защитить США от терроризма, а не способствовали его рождению.. Эта статья включена в главу книги 2004 года под названием Терроризм: Противоположная точка зрения.
В 2002 году Insight опубликовал рассказ репортера Washington Times Стива Миллера о том, что афроамериканцы преуспевают в экономическом отношении. Эта статья была включена в книгу 2005 года Расовые отношения: Противоположная точка зрения..  

В 2004 году Insight напечатал статью Абдуллы Альбекси в защиту роли ислама в установлении демократии на Ближнем Востоке. Статья вошла в главу книги 2004 года Ислам: Противоположная точка зрения.
В 2004 г. Ньюс Уорлд Комьюникейшнс прекратила публикацию печатного журнала и нанял Джеффри Кахнера (англ. - Jeff Kuhner) запустить веб-сайт Insight. При Кахнере Insight не выдавал имен журналистов с целью привлечения большего количества информации из первых рук, которые по понятным причинам «не желают раскрывать свои имена». Кахнер сказал об этом: «Репортеры в Вашингтоне знают многое из того, что творится там, и чувствуют себя в тисках и на них влияют сверху для предупреждения утечек. Insight почти как выпускной вентиль, который может дать волю этой информации».

### Скандал Клинтон-Обама во время президентской кампании 2008 года
17 января 2007 года Insight опубликовал статью, которая утверждала, что члены предвыборного штаба кандидата в президенты сенатора Хиллари Клинтон дали просочиться информации одному из репортеров журнала, который сказал, что сенатор Барак Обама «провел не менее четырёх лет в так называемом медресе, мусульманской семинарии, в Индонезии». Кахнер также утверждал, что источник сообщил, что кампания Клинтона «готовит обвинения, что её соперник сенатор Барак Обама скрыл информацию о том, что он провел короткий промежуток времени в исламской религиозной школе в Индонезии, когда ему было 6 лет». Клинтон отрицала эти обвинения. В интервью Нью-Йорк Таймс, Кахнер не назвал человека, считающегося источником информации.
Вскоре после статьи Insight, репортер CNN Джон Воз посетил государственную начальную школу Ментерг-01, светскую школу, в которой Б. Обама учился в течение одного года после учёбы в римской католической школе в течение трёх лет, и обнаружил, что каждый студент получал два часа религиозного обучения в неделю по его собственному вероисповеданию. Харди Прийоно, заместитель директора школы, сказала ему: «Это государственная школа. Мы не сосредотачиваемся на религии. В нашей повседневной жизни, мы стараемся уважать религию, но мы не делаем предпочтений». Студенты в Бесуки носили западную одежду, и «Чикаго трибюн» назвала школу «настолько продвинутой», что учительницы носили мини-юбки и всех учащих призывали праздновать Рождество». Интервью, взятое Недрой Пиклер, журналисткой из Ассошиэйтед пресс, показывало, что студенты всех вероисповеданий приветствовались там ещё до посещения Обамы. Акмад Соличин, замдиректора школы, сказал Пиклер: «Обвинения полностью безосновательны. Да, большинство наших студентов являются мусульманами, но есть и христиане. Все здесь приветствуются… это государственная школа».

## Закрытие
В 2008-м году журнал закрылся. Руководство журнала сообщило читателям, что с момента закрытия издания его концепция продолжит развиваться в аналитическом разделе газеты Вашингтон таймс.